# Die stumme Serenade
Die stumme Serenade (A Serenata Silenciosa), Op. 36, é uma comédia musical em alemão de Erich Wolfgang Korngold e um libreto de Victor Clement. O estilo do trabalho é uma mistura de opereta e músicas de revistas no estilo da década de 1920. Os papéis são escritos para oito cantores e oito atores e o trabalho é marcado para uma pequena orquestra de câmara: dois pianos, o primeiro dobrando em celesta, dois violinos, violoncelo, flauta, clarinete ou saxofone, trompete e percussão. A trama se passa em Nápoles, na década de 1820. Korngold trabalhou na peça de 1946 a 1951, com uma versão (abreviada de 180 para 100 minutos) sendo estreada pela Rádio Viena em 1951. A versão completa foi encenada em 1954 pelo Teatro de Dortmund com resposta crítica negativa.

## Gravações
A gravação da versão abreviada da Rádio Viena em 1951 contou com os sopranos Hilde Ceska (Silvia), Rosl Schwaiger (Luise), Liane Synek, o meio-soprano Tonja Sontis, o contralto Hansi Schenk (Probierdamen), o barítono Kurt Preger (Caretto), os atores Fred Liewehr (Andrea Cocle), Egon von Jordan (Benedetto), Franz Böheim (Borzalino), Susi Witt (Geschäftsführerin), Felix Dombrowsky (Carlo Marcellini), Herbert Hauk (Pater); conduzido pelo compositor. Emitido em 2011 pela Line Music (cantus classics, CACD 5.01371).
A primeira gravação completa foi feita em 2009 com Sarah Wegener, Birger Radde, Frank Buchwald, Werner Klockow, Young Opera Company, Holst-Sinfonietta, Klaus Simon gravou 2009, lançado pelo CPO 2011.